# Benjamin de Arriba y Castro
Benjamín de Arriba e Castro (8 de abril de 1886 - 8 de março de 1973) foi cardeal católico e arcebispo espanhol de Tarragona.

## Biografia
Arriba e Castro era filho de Antonio de Arriba e Pilar de Castro. Estudou no Seminário Conciliar de Madri, na Pontifícia Universidade Gregoriana e em Angelicum, em Roma, na Pontifícia Universidade de Toledo e na Pontifícia Universidade São Tomás de Aquino, Roma.
Arriba foi ordenado para o sacerdócio pelo cardeal Rafael Merry del Val em 14 de julho de 1912. Em seguida, ensinou no Seminário em Madri (1913-1921). Após se tornar um cânone do capítulo de Madri em 17 de fevereiro de 1921, ele serviu como secretário da câmara e do governo da mesma diocese (1921-1930). Arriba tornou-se provisório e pró-vigário geral (1930-1932) e depois vigário geral (1932-1935).
Em 1 de maio de 1935, Arriba foi nomeado bispo de Mondoñedo pelo Papa Pio XI. Recebeu sua consagração episcopal no dia 16 de junho, na catedral de San Isidro em Madri, de Leopoldo Eijo y Garay, bispo de Madri, com o arcebispo de Valência Prudencio Melo y Alcalde e o bispo de Málaga Manuel González y García como co-consagradores. Seu lema episcopal era Traham eos in vinculis caritatis.
Arriba foi transferido para a sé de Oviedo em 8 de agosto de 1944 e promovido a arcebispo de Tarragona em 22 de janeiro de 1949.
Agraciado com a grã-cruz do Mérito Naval, com distintiva fita branca; com a grã-cruz da Ordem de Isabel a Católica; e com a grã-cruz da Ordem de Alfonso X o Sábio.
O Papa Pio XII o elevou a cardeal no consistório de 12 de janeiro de 1953; recebeu o barrete e título de Cardeal-presbítero de Ss. Vitale, Valeria, Gervasio e Protasio em 29 de outubro daquele ano. Arriba participou do conclave de 1958 e do Concílio Vaticano II de 1962 a 1965 e serviu como cardeal eleitor no conclave de 1963.
Ele renunciou ao cargo de arcebispo de Tarragona em 19 de novembro de 1970.
O cardeal morreu em Barcelona, aos 86 anos, de complicações relacionadas ao tumor, após ouvir missa e receber a comunhão em uma clínica de Barcelona, onde havia sido internado devido a um distúrbio respiratório do tipo gripal. Ele está enterrado em uma igreja paroquial em Tarragona.